# Balinț
Balinț – wieś w Rumunii, okręgu Temesz oraz gminie Balinț. Siedziba tej gminy.
W 2011 roku zamieszkiwało ją 515 osób.